# Błękitna chusteczka

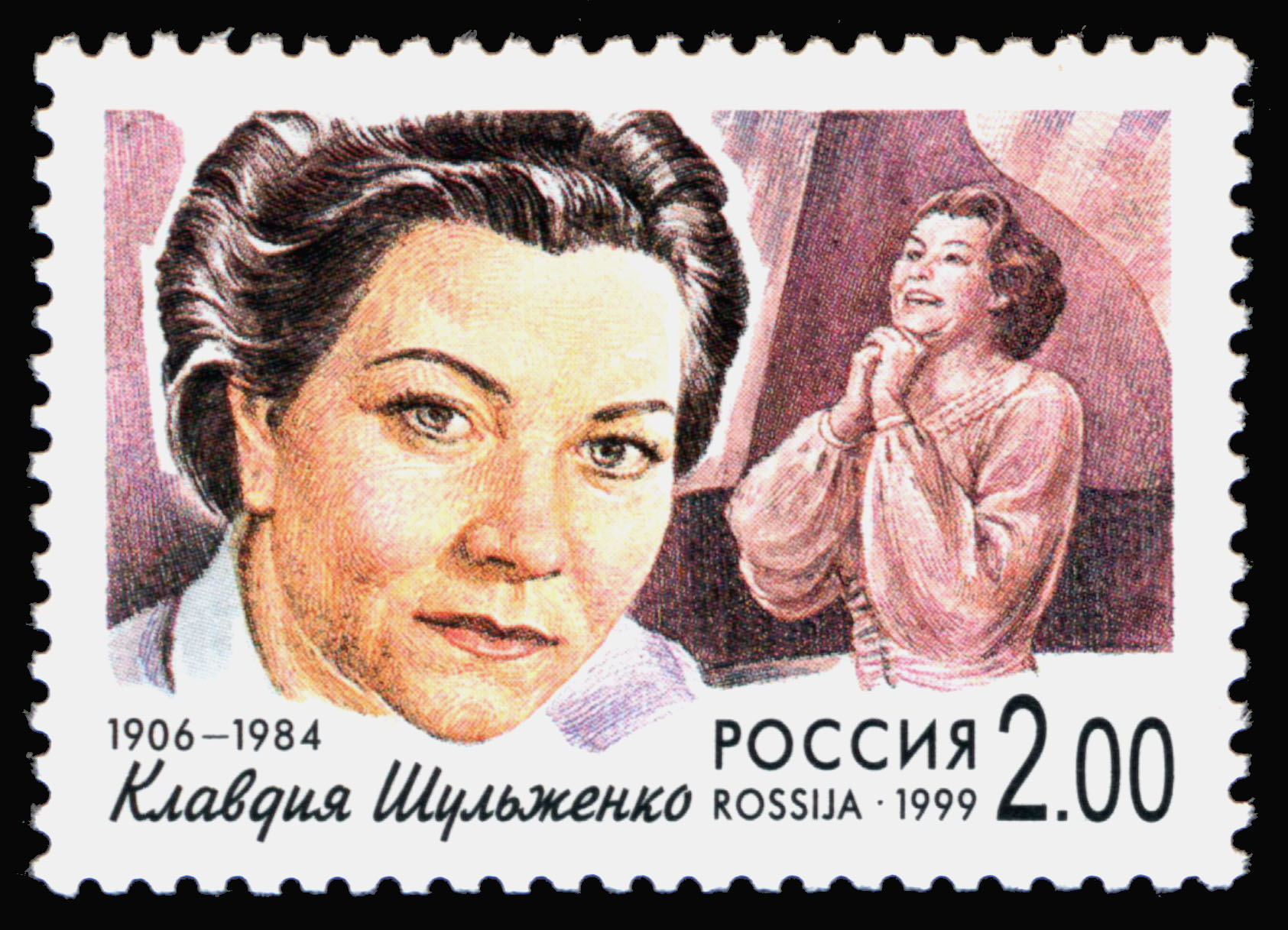
„Błękitna chusteczka” na rosyjskim znaczku pocztowym z 1999 roku.

Błękitna chusteczka (ros. Синий платочек) – piosenka z muzyką Jerzego Petersburskiego i tekstem Stanisława Laudana napisana w 1940 roku w Białymstoku w czasie gry w pokera.
We wspomnieniach Stanisława Laudana znajduje się opis historii powstania tej piosenki: melodia oraz słowa zostały stworzone w czasie gry w pokera w domu Quarta, który był szefem Związku Muzyków w Białymstoku. Autorem tekstu był Stanisław Laudan, a twórcą melodii Jerzy Petersburski. Oryginalny tekst został napisany po polsku i opisywał rozstanie z kobietą o oczach tak niebieskich jak błękitna chusteczka z jedwabiu okrywająca jej ramiona. Tej samej nocy tekst został przetłumaczony przez  Henryka Golda, Jerzego Petersburskiego, Stanisława Laudana oraz Quarta na rosyjski. Ta wersja została wykonana po raz pierwszy przez Stanisława Laudana w Wilnie, w czasie drugiego występu w tym mieście Zespołu Jazzowego Henryka Golda i Jerzego Petersburskiego (później znanego jako Państwowa Białostocka Orkiestra Jazzowa). We wspomnieniach Laudana przywołane są słowa rosyjskiego recenzenta: Błękitna chusteczka [..] jest nową piosenką dla ludzi wspaniałej armii Związku Republik Radzieckich. Laudan pisze też we wspomnieniach opublikowanych w 1957 roku, że „do dzisiejszego dnia jest to piosenka, którą żołnierze Armii Czerwonej śpiewają maszerując, ale wydaje mi się mało prawdopodobne, że orientują się, że piosenka została napisana przez dwóch Polaków”. 
Stanisław Laudan (po wojnie, na emigracji występujący jako Stanley Laudan) wydał też nuty i nagrał angielską wersję piosenki.
Dużo późniejszą polską wersję (ok. 1968) napisał Artur Tur, ale też z motywem błękitnej (niebieskiej) chusteczki. 
Istnieje wiele wersji tekstu, m.in.: rosyjska Jakuba Galickiego Sinij płatoczek (Синий платочек),
francuska Le chale bleu Louisa Poterata,  hiszpańska El pannelo azul Marii Battisellego.
Utwór wykonywał między innymi Jerzy Połomski, który wydał go na albumach kompilacyjnych Sentymentalny świat z 1998 oraz The best of... Nie zapomnisz nigdy z 2006 roku.